# Bitis parviocula
Espèce
Bitis parviocula est une espèce de serpents de la famille des Viperidae. 

## Répartition

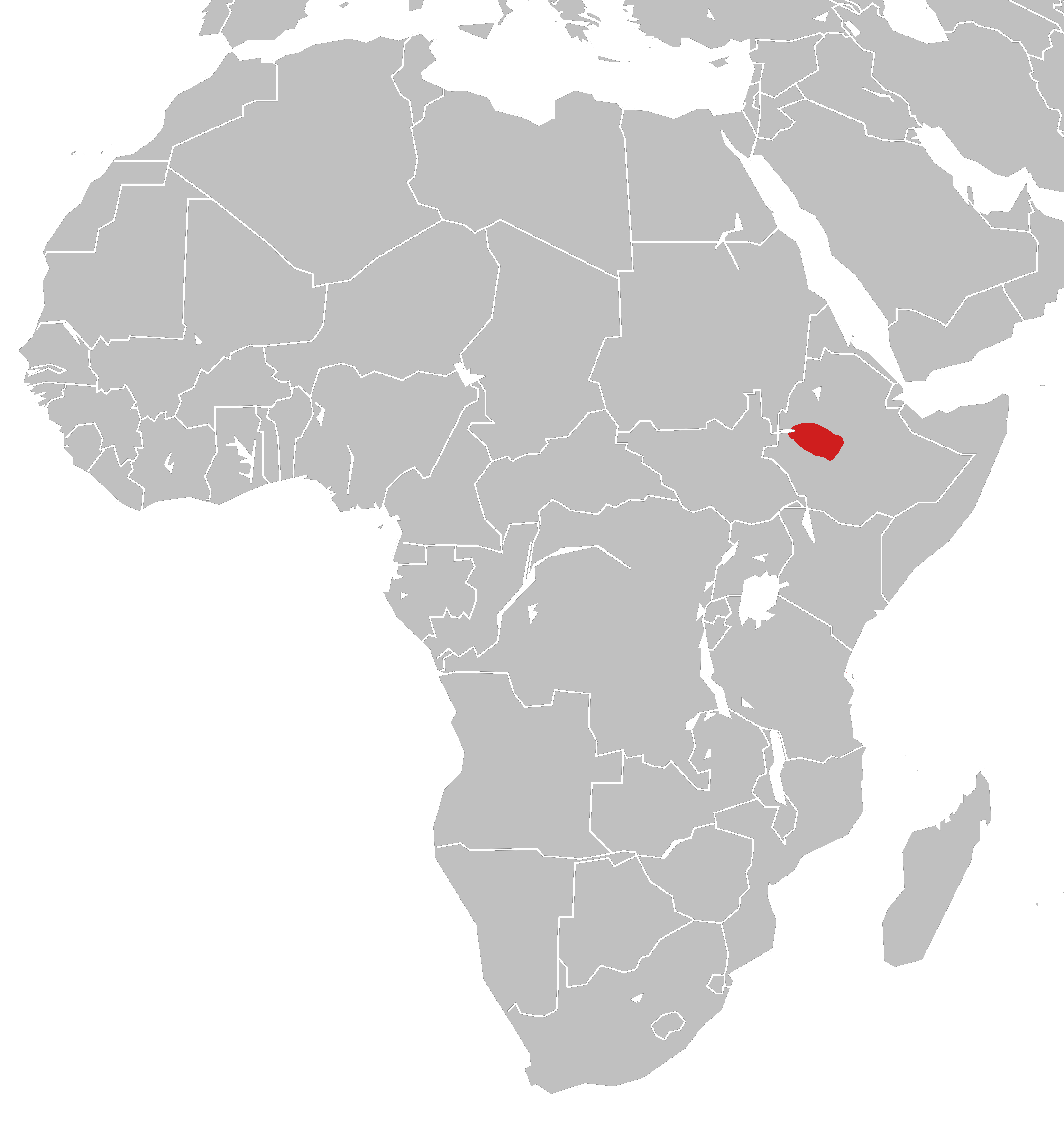
Aire de répartition

Cette espèce est endémique d'Éthiopie.

## Description
Le plus grand spécimen connu atteint 752 mm. La couleur de base est brun clair, tirant sur le vert ou sur le jaune, avec des de motifs noirs, en hexagones, tout le long du dos. Sur les flancs ce sont des triangles noirs avec un centre blanc. La tête est assez large, courte, et les yeux présentent un iris sombre.

## Publication originale
- Böhme, 1977 "1976" : Eine neue Art der Gattung Bitis (Serpentes, viperidae) aus Äthiopien. Monitore Zoologico Italiano (Nuovo Serie), Supplemento 9, no 3, p. 59-68 (texte intégral).